# NGC 1044
NGC 1044 est une galaxie lenticulaire située dans la constellation de la Baleine. NGC 1044 a été découverte par l'astronome germano-britannique William Herschel en 1784.

## Caractéristiques
Sa vitesse par rapport au fond diffus cosmologique est de 6 128 ± 53 km/s, ce qui correspond à une distance de Hubble de 90,4 ± 6,4 Mpc (∼295 millions d'al).
NGC 1044 présente un jet émettant des ondes radio.
En raison d'une brillance de surface égale à 11,69  mag/am2, on peut qualifier NGC 1044 de galaxie présentant une brillance de surface élevée.

## Groupe de galaxies?

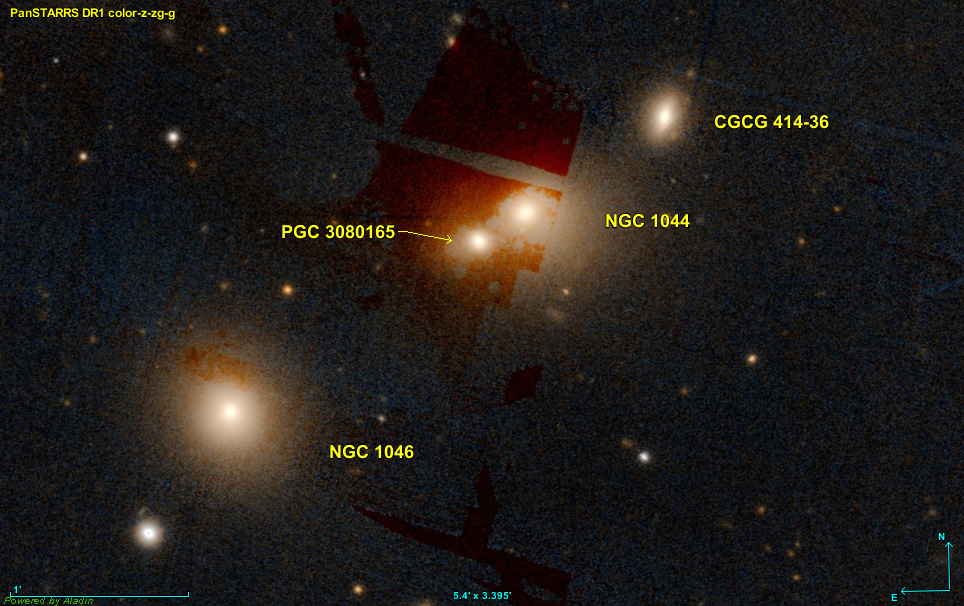
Les quatre galaxies de l'image de Pan-STARRS (NGC 1044, NGC 1046, PGC 3080165 (NGC 1046 NED02) et CGCG 414-36.

La petite galaxie au sud-est de NGC 1044 est désignée comme étant NGC 1044 NED02 sur la base de données NASA/IPAC. Ces deux galaxies forment une paire probablement en interaction gravitationnelle. Les quatre galaxies de l'image du relevé Pan-STARRS (NGC 1044, NGC 1046, PGC 3080165 (NGC 1044 NED02) et CGCG 414-36 sont à des distances variant de 84,4 à 88,8 Mpc et elles forment probablement un groupe de galaxies, mais ce groupe ne figure dans aucune des sources consultées.